# Loboscelidia cuneata
Loboscelidia cuneata (лат. ) — вид ос-блестянок рода Loboscelidia из подсемейства Loboscelidiinae (Chrysididae). Юго-Восточная Азия: Вьетнам.

## Описание
Мелкие осы-блестянки (длина 2,8—3,3 мм). Тело, усики и ноги красновато-коричневое; фланцы ног желтовато-коричневые; лентовидные волоски беловато-желтые. От близких видов отличается следующими признаками: пронотум, проплеврон и переднее бедро с клиновидными волосками; переднее крыло с жилкой Cu+M такой же длины, как A; базальная часть шейного расширения субпараллельна; срединный зубец тарзального когтя заметно короче половины тарзального когтя.  Усики прикрепляются горизонтально на носовом фронтальном выступе. Голова сзади переходит в шееподобный выступ, покрытый щетинками. Тегулы очень крупные, покрывают основания крыльев. В передних крыльях отсутствуют стигма, костальная и субкостальная жилки. Предположительно, как и другие виды своего рода, паразитоиды, в качестве хозяев используют яйца палочников (Phasmatodea). Вид был впервые описан в 2023 году японскими гименоптерологами Yu Hisasue и Toshiharu Mita (Entomological Laboratory, Университет Кюсю, Фукуока, Япония) и вьетнамским энтомологом Thai-Hong Pham (Mientrung Institute for Scientific Research, Вьетнамская академия наук и технологий (VAST), Хюэ, Вьетнам).